# Galerie Brummer
Die Galerie Brummer (englisch Brummer Gallery) war eine in Paris und New York tätige Kunsthandlung, die von 1906 bis 1949 bestand.
Die aus Ungarn stammenden Brüder Joseph (1883–1947), Ernest (1891–1964) und Imre Brummer (1889–1928) eröffneten 1906 am Boulevard Raspail 6 in Paris eine Kunsthandlung, 1913 war die Adresse Boulevard Raspail 3, nach 1918 Rue de Miromesnil 36, 1921 Boulevard Saint Germain 203bis.
Beim Ausbruch des Ersten Weltkrieges 1914 eröffneten Imre and Joseph Brummer eine Zweiggalerie in New York an 175 West 94th Street. Die Galerie zog mehrfach um (2 West 57th Street; 43 East 57th Street; 27-29 East 57th Street und 55 East 57th Street). Ernest, der in Frankreich geblieben war, übernahm nach dem Krieg die Leitung der Pariser Galerie, Joseph die der New Yorker Galerie. Ernest schloss die Pariser Galerie 1940 beim Einmarsch der Deutschen und siedelte nach New York über, wo er wieder mit seinem Bruder zusammenarbeitete. Die New Yorker Galerie wurde nach dem Tod von Joseph Brummer 1947 im Jahre 1949 geschlossen. 1947 erwarb das Metropolitan Museum of Art einen Teil des Bestandes der Galerie, ein weiterer großer Teil wurde 1948 in mehrere Auktionen versteigert.
Die Galerie Brummer handelte zunächst mit afrikanischer und präkolumbianischer Kunst, bald jedoch immer mehr mit antiker und insbesondere mittelalterlicher Kunst. Auf diesen Gebieten wurde sie zu einer der führenden Kunsthandlungen. Sie belieferte überwiegend amerikanische Privatsammler (u. a. William Randolph Hearst, John D. Rockefeller, Jr., Henry Walters, Grenville L. Winthrop) und Museen, vor allem auch das Metropolitan Museum of Art und seine Sammlung mittelalterlicher Kunst The Cloisters in New York. In den 1920er und 30er Jahren führte die Galerie auch zahlreiche Ausstellungen zeitgenössischer Kunst in New York durch, so zeigte sie etwa 1921 Maurice Prendergast, 1924 Henri Matisse, 1935 Jacques Lipchitz.
Die Geschäftspapiere der Galerie befinden sich heute in der Bibliothek des Metropolitan Museums in New York.